# Tossal de la Barraca
El Tossal de la Barraca és una muntanya de 778 metres que es troba al municipi d'Ivars de Noguera, a la comarca catalana de la Noguera.